# 한국복음주의구약신학회
한국복음주의구약신학회(韓國福音主義舊約神學會, Korea evangelical old testament society, KEOTS)는 한국복음주의신학회의 분과학회이다. 구약신학의 정립과 학문적 발전을 도모한다.
정기적으로 연구 논문을 발표하고 학회지로는 2005년부터 <구약논집>이 발행되고 있다.현재 회장은 안양대학교의 김창대 교수이다.

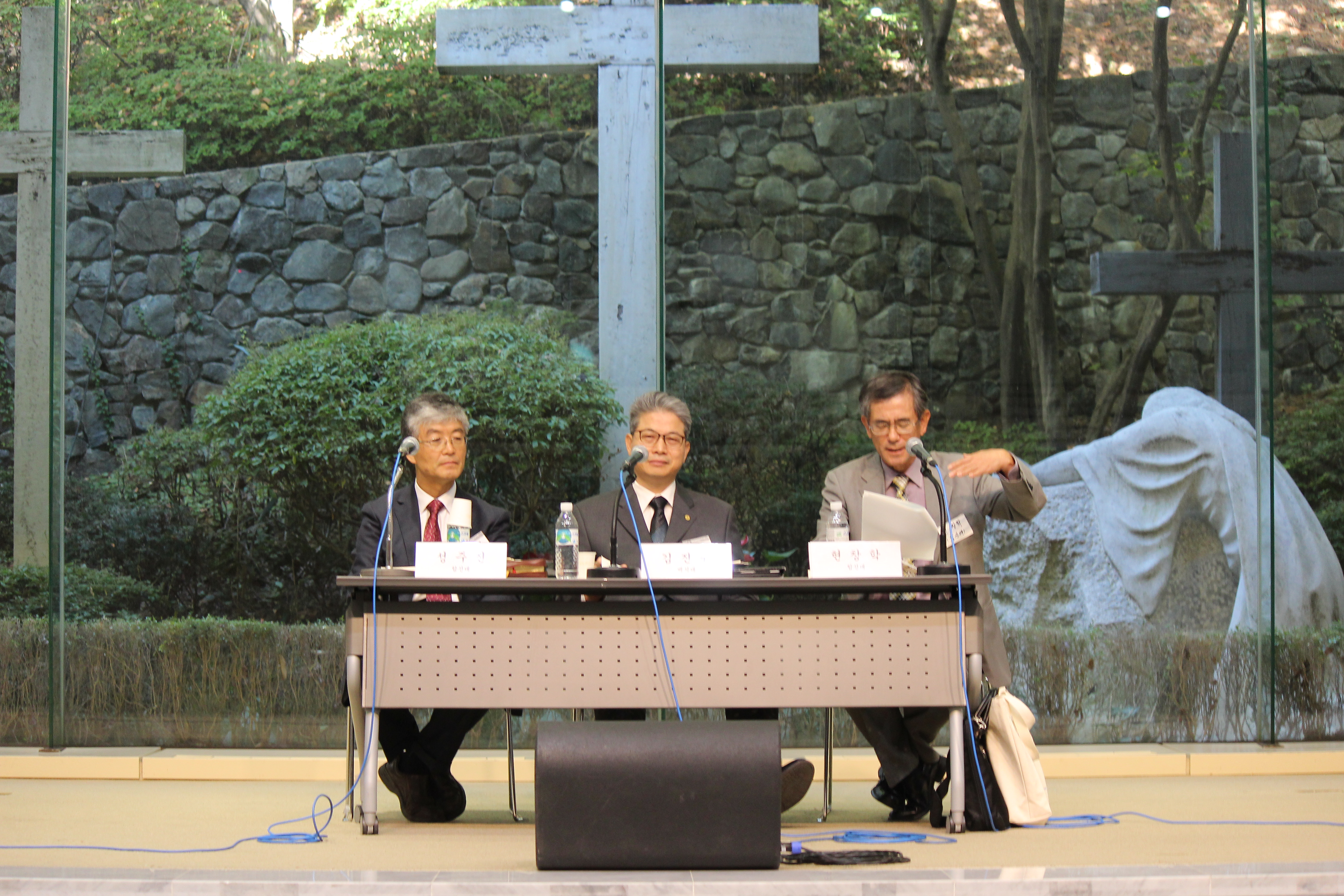
한국복음주의구약신학회 심상법, 김진규 박사 발표, 현창학 박사의 논평

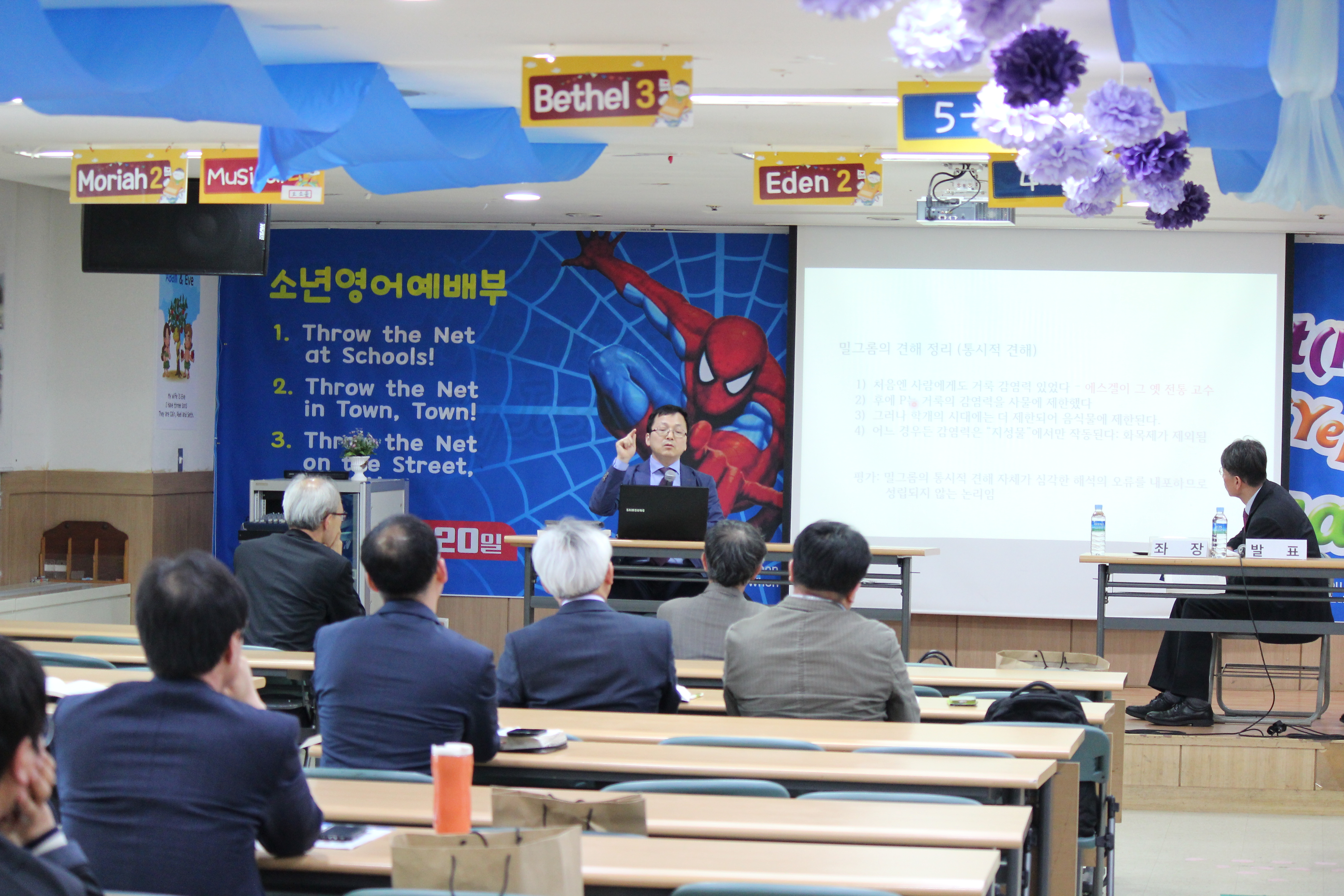
한국복음주의구약신학회 발표

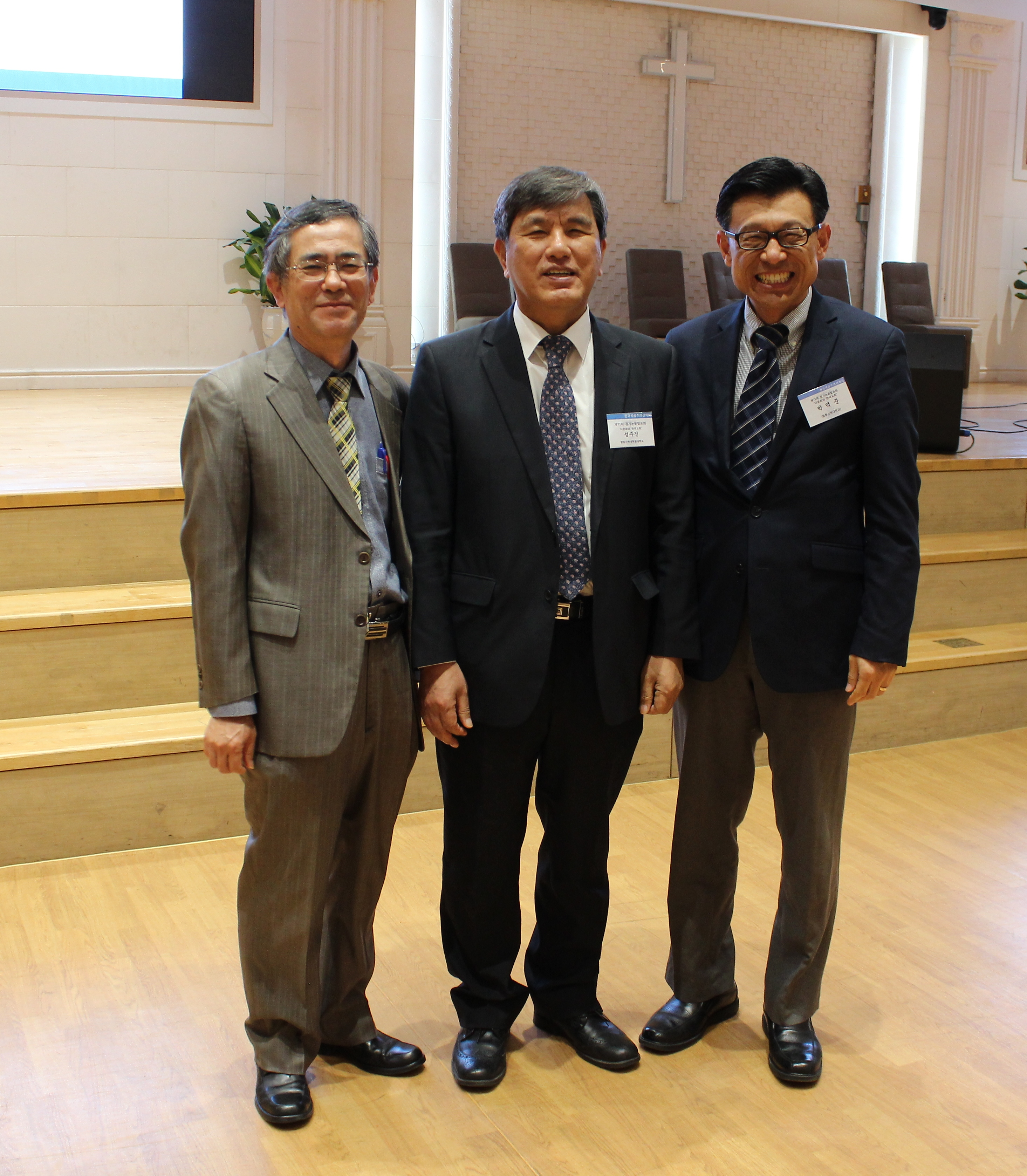
현창학 박사, 성주진 박사, 박덕준 박사, 한국복음주의신학회 구약학 교수들

## 임원들
12대 임원진: 회장 김창대(안양대), 부회장 유선명(백석대), 최순진(횃불대)
총 무
장성길(서울성경대)
부총무
이창엽(안양대), 강철구(웨신대), 안석일(총신대)
서 기
박영복(서울성경대)
부서기
주현규(백석대)
회 계
박덕준(합신대)
부회계
김성진(고신대)
감 사
김희석(총신대), 박유미(안양대)
편집위원장
박철현(총신대)
편집총무
김대웅(총신대)
편집간사
김아윤(수도국제대)

## 역대회장들
정규남(광신대), 최종진(서울신대), 손석태(개혁신대), 성주진(합신대), 김진섭(백석대), 권혁승(서울신대), 전정진(성결대), 김지찬(총신대), 현창학(합동신대), 이한영(아신대), 김윤희(횃불대)

## 같이 보기
- 한국기독교학회
- 한국개혁신학회
- 한국복음주의조직신학회
- 한국조직신학회
- 한국장로교신학회
- 한국복음주의선교신학회
- 한국복음주의신약학회
- 한국복음주의신학회